# لئون برک سوم
لئون برک سوم (انگلیسی: Leon Burke III؛ زادهٔ) خواننده، و رهبر (موسیقی) اهل ایالات متحده آمریکا است.
وی همچنین برندهٔ جوایزی همچون برنامه فولبرایت شده‌است.